# 迪亞娜·伍德
迪亞娜·伍德 （1950年7月4日—），美國第七巡迴上訴法院法官。及芝加哥大學法學院高級講師。
1995年獲克林頓提名為上訴法院法官。